# 国際連合安全保障理事会決議1194
国際連合安全保障理事会決議1194（こくさいれんごうあんぜんほしょうりじかいけつぎ1194 英: United Nations Security Council Resolution 1194）は、1998年9月9日に国際連合安全保障理事会において全会一致で採択された決議。イラクの兵器開発計画に関連した決議687（1991年4月3日に全会一致で採択：イラクに対する和平案、国際連合大量破壊兵器廃棄特別委員会（UNSCM）の設置）、決議707（1991年8月15日に全会一致で採択：決議687を遵守しないイラクに対する非難）、決議715（1991年10月11日に全会一致で採択：国際連合大量破壊兵器廃棄特別委員会のイラク査察）、決議1060（1996年6月12日に全会一致で採択：イラクによる国際連合特別委員会の査察拒否）、決議1115（1997年6月21日に全会一致で採択：イラクによる国際連合大量破壊兵器廃棄特別委員会の査察拒否）、および決議1154（1998年3月2日に全会一致で採択：イラクに対する国際連合大量破壊兵器廃棄特別委員会の査察受け入れ要請）を再確認した上で、国際連合安全保障理事会は国際連合大量破壊兵器廃棄特別委員会と国際原子力機関（IAEA）の査察に対する協力を停止したイラクを非難した。
1998年8月5日、イラク政府は今後において国際連合大量破壊兵器廃棄特別委員会と国際原子力機関への協力を行わないことを発表したことにより、イラクに対する制裁は今後とも継続されることになった。イラクはこれまでにも国際連合大量破壊兵器廃棄特別委員会の軍縮活動を全て停止し、核開発計画に対するあらゆる活動に対しての協力を頑なに拒否し続けてきた。国際連合安全保障理事会はイラクに対して、これまでの国際連合安全保障理事会決議に基づくあらゆる義務を遵守した上で、国際連合大量破壊兵器廃棄特別委員会と国際原子力機関が許可したあらゆるサイトにアクセスできるようにした。ちなみにこの決定事項に対する妨害の試みは一切容認されなかった。
国際連合憲章第7章に基づき、国際連合安全保障理事会はこれまでに採択してきたイラクに関する決議案と1998年初頭に交わした覚書を遵守しないイラクを非難した上で、国際連合大量破壊兵器廃棄特別委員会と国際原子力機関への協力拒否の撤回を求めた。なお、イラクに対する制裁の見直しは国際連合大量破壊兵器廃棄特別委員会と国際原子力機関の査察も含めて、両者の権限の範囲内で十分な活動ができるようになるまで行わないこととした。